# Nikola Kokotović
Nikola Kokotović (Gornji Kosinj, 7. rujna 1859. – Zagreb, 6. siječnja 1917.), bio je hrvatski novinar, novinski urednik iz doba hrvatskog preporoda, književnik i prevoditelj. Najvažnija je osoba novinstva Čiste stranke prava. 

## Životopis
Nikola Kokotović rođen je u Gornjem Kosinju 1859. godine. Rodom je bio iz pravoslavne obitelji, a izjašnjavao se Hrvatom. Gimnaziju je završio u Rakovcu 1879. godine. Nakon toga do 1880. godine studirao je povijest i ruski jezik na Mudroslovnom fakultetu u Zagrebu ali ga je morao napustiti zbog siromaštva. Dok je studirao u Zagrebu, prišao je Stranci prava. Pisao je članke za njezina glasila: Slobodu, Hrvatsku vilu (od 1886. Balkan), Smilje i Hrvatsko pravo. Poslije je uređivao pravaški književni list Balkan, zajedno s Augustom Harambašićem. Vlasti su ga često tužile za veleizdaju. Zajedno s Augustom Harambašićem 1887. godine osuđen je i zatočen zbog u Balkanu tiskane pjesme "Tri molitve". Nakon raskola u Stranci prava 1895. godine bio je u Čistoj stranci prava.
Pisao je i pjesme, pretežito rodoljubne, koje su mu objavljene u povremenicima i zbirkama: Smilje (1876-1878.), Hrvatski dom (1878.) i Milovanka (Zagreb 1885., također uglazbljeno), a posmrtno, Hrvatska (1917.) i Mila si nam ti jedina... (Zagreb, 1998.). U Bunjevačkoj i šokačkoj vili javljao se 1876. godine i objavio pjesmu socijalne tematike "Ratar" (br. 11 i 12), a potpisao je i jednu zagonetku (br. 17). Pripovijetke koje je napisao nadahnute su mu djelima ruskih realista i prožete pravaškim naukom, većinom o temama iz seoskog života u Lici. Potpisivao se šifrom Z., te inicijalima. Od 1881. godine uređivao je Hrvatsku biblioteku Knjižare L. Hartman (Kugli i Deutsch). Prevodio je s ruskoga, njemačkoga i francuskoga jezika.
Godine 1912. teško je obolio, a umro je u Zagrebu 1917. godine. Pokopan je na zagrebačkome groblju Mirogoju.

## Djela
- Crtice, 1-2. Zagreb, 1883–1887.
- Hrvatski pučki pismovnik za sve potrebe gradjanskoga života, (suautor August Harambašić), Zagreb, 1888.
- Novi uzor-listar i kućni savjetnik za sastavljanje svakovrstnih listova, izprava i pismenih sastavaka za sve družtvene prilike u poslovnom i domaćem životu, Zagreb, bez god izd., (2. izd, 1898.; 3. izd., bez god izd.)

## Vanjske poveznice
- Kokotović, Nikola, Dino Mujadžević (2009.), hbl.lzmk.hr
- Nikola Kokotović, Novi uzor-listar i kućni savjetnik za sastavljanje svakovrstnih listova, izprava i pismenih sastavaka za sve družtvene prilike u poslovnom i domaćem životu